# Апайкина Гарь
Апа́йкина Гарь — деревня в Арском районе  Республики Татарстан Российской Федерации. Входит в состав Урнякского сельского поселения.

## География
Деревня расположена на автомобильной дороге Казань - Пермь, в 25 километрах к северо-востоку от города Арск. Вблизи деревни расположен исток реки Казанка.  

## История
По правую сторону Сибирского почтового тракта в истоке реки Казанки в 85 верстах от города Казани располагалась местность, покрытая лесом. По преданию – в конце XVIII века жена лесника инородца, их называли апайками, произвела здесь лесной пожар, «гарь», местность назвали «Апайкина Гарь», название установилось и для деревни. На основании первоисточников, деревня основана в 1819 году, в основном, выходцами из села Чепчуги (отсюда другое название — Новые Чепчуги, а также деревни Берляково, что входила в приход села Глухово и деревни Константиновка в приходе села Царицыно. Деревня была приписана к приходу Троицкой церкви села Александровка Казанского уезда, что находилось в 20 верстах к юго-западу. 
Соответствующая запись сделана в Исповедальной ведомости Казанского уезда покруги села Глухова Андреевской церкви священнику Константину Михайлову от прихожан за 1825 год «оной же деревни удельные крестьяне вышедшие на новую землю в семъ году оной же округи принадлежать к селу Александровка». А в 1827 году в Исповедальной ведомости Казанского уезда покруги села Александровки Троицкой церкви священнику Филиппу Родионову от прихожан за 1827 год  указано «в приход села Александровки из села Чепчугов, деревни Берляковой и деревни Константиновки удельных крестьян 8 дворов 50 мужских и 42 женских душ по распоряжению светского правительства переведены на новую землю и составили деревню под названием Новые Чепчуги Апайкиной Гари». В Ревизской сказке 1834 года по деревне Константиновка указан год перевода семей – 1823, по деревне Берляково – 1827 год.
Спустя 10 лет, в 1829 году начался второй этап переселения в деревню. На этот раз, это были 11 семей ясашных крестьян, выходцев из деревни Бимери, входящей в приход Введенской церкви села Крылай (Хохлово) и 4 семьи деревни Кирилловка прихода села Чепчуги. Обрабатывать землю под наделы и строиться стали в трех верстах от поселения крестьян Апайкиной Гари выше по реке Казанке, почти в самом ее истоке, и к 1838 году здесь образовалась еще одна деревня в 15 крестьянских дворов. В Исповедальной ведомости Казанского уезда покруги села Александровки Троицкой церкви священнику Федору Маллицкому от прихожан за 1846 год  указано «ясашные крестьяне Апайкиной Гари переданы в 1846 году государственной казне и 21 двор казенных крестьян составили деревню под названием Новые Бимери Апайкиной Гари». 
До 1860-х годов жители деревни Новые Чепчуги Апайкиной Гари относились к категории удельных (до 1797 года дворцовых) крестьян, а жители деревни Новые Бимери - к категории государственных (казенных) крестьян, до 1835 года - ясашные (ясачные) крестьяне. Крестьяне, наряду с земледелием и разведением скота, занимались портняжным промыслом, выделкой овчин, пчеловодством, ямским промыслом. По заключению земского издания «Крестьянское землевладѣніе» 1900 года, земля в краях Апайкиной Гари считалась средней по качеству, а именно отнесена к 3 разряду, ровная с незначительными оврагами, как и в большинстве сел и деревень Казанского уезда. К началу XX века крестьяне на одну душу имели в селе по 3 ¾ десятины земли, в деревне Новые Бимери - 4 десятины.

## Население
| 1859 | 1885 | 1897 | 1908 | 1920 | 1926 | 1938 | 1949 | 1958 | 1970 | 1979 | 1989 | 2000 |
| ---- | ---- | ---- | ---- | ---- | ---- | ---- | ---- | ---- | ---- | ---- | ---- | ---- |
| 232  | 279  | 289  | 323  | 296  | 321  | 279  | 213  | 204  | 113  | 80   | 72   | 130  |

## Церковь во имя Святителя Николая
1900 год был последним годом, когда крестьяне Апайкиной Гари входили в приход Троицкой церкви села Александровка. В связи с ростом населения и крестьянских дворов в деревнях Новые Чепчуги, Новые Бимери (по состоянию на 1898 год официальная численность составляла 298 душ обоих полов) и соседней Гавриловке, Апайкина Гарь на рубеже веков становится селом со своим церковным приходом.
Достаточно остро решался вопрос о месте строительства церкви – в Чепчугах или Бимери. Вот одно из сохранившихся обоснований, почему церковь была построена в Новых Чепчугах: «Так здесь описывается расположение деревни Новые Чепчуги. Бимерские крестьяне только богаче, а здесь вода удобна: ключи бьют, берег пологий и вода не мерзнет; дорога проезжая – всякий остановится, а крещение в воде удобно и для священника. У бимерских прудок – так, одна грязь, только свиньям, и овины (холста) сюда идут мыть – только один форс у них, ничего нет. Решая, где церковь строить – в Бимерах или Чепчугах, смотрите, здесь и дорога, и крест будет виден. Мы в 17 дворов пришли сюда уже как 73 года. Бимерского священника прогнали, он не евши и не пивши убежал. Здесь такие морозы живут, но вода хороша и не мерзнет – жизнь будет еще привольней» [Русский филологический вестник Т. 48, № 3-4 (год издания 1902). Изд. под ред. проф. А.И. Смирнова].
Церковь была построена на средства Царицынского 1-й гильдии купца Константина Васильевича Воронина, во имя святителя и чудотворца Николая. Священником в новую церковь определен Иоанн Петров Соколов 7 декабря 1900 года, а псаломщиком определен Афанасьев. Уже 26 апреля 1901 года псаломщик Афанасьев был переведен в село Васильево, а вместо него был определен Александр Александров Богатов, который прослужил здесь 14 лет.
Вот как дословно описывается выстроенный храм в первоисточнике [Известия по Казанской Епархии. – Казань, № 19/20 за 1916 г.]: «Деревянный храм во имя Св. Николая построен с благословенія Епископа Иоанна по плану архитектора Михайлова на средства царицынскаго купца Константина Васильева Воронина, на пахотном полъ, около истока реки Казанки, в 50 саж. от казеннаго лъса. Постройка была закончена в один 1900 год и встала 5000 р. Храм освящен 26 октября 1900 года благочинным о. П. Л. Измайловым, о. Н. Н. Филантроповым , г. Арска свящ. Вл. Ал. Смъловымъ и с. Лызей Ем. Ф. Филипповымъ. Храмозданной грамоты нът. Достопримъчательностей не имъется. Внъшній вид ничего замъчательнаго не представляетъ. Внутренняя площадь храма 38 кв. саж. Колокольня в связи с храмомъ. Колокола: 1-й 34 п., 2-й 14 п. 30 ф., 3-й 3 п. 20 ф., 4-й 30ф., 5-й 20 ф. и 6-й тоже 20ф. Алтарь от храма отделяется только иконостасомъ. Ограда вокругъ храма каменная с деревянной ръшеткой. Указом Святого Синода от 31 мая за №3720 в деревне Апайкиной Гари – Новых Чепчугах тож Казанского уезда при вновь построенной церкви открыт самостоятельный приход с притчей из священника и псаломщика, и с назначением притче со дня Синодального определения казенного жалованья по 400 рублей в год, в том числе священнику 300 и псаломщику 100 рублей . Также от прихожан поступало около 100 рублей и передано 33 десятины земли, сам притч проживает в церковном и арендованном у крестьян доме».

## Экономика
Молочное скотоводство.

## Социальная инфраструктура
Начальная школа, клуб, библиотека.